# Джон Гласби
Джон Гласби (на английски: John Glasby) е много плодовит английски писател на произведения в различни жанрове, химик и астроном.
Пише под псевдонимите А. Дж. Мерак (на английски: A. J. Merak), Берл Камерън (Berl Cameron), Пол Лорейн (Paul Lorraine), Ранд Льо Пейдж (Rand Le Page), Дж. Б. Декстър (J. B. Dexter), Дж. Л. Пауър (J. L. Powers), Джон Адамс (John Adams), Джон Е. Мюлер (John E. Muller), Карл Зигфрид (Karl Zeigfreid), Р. Л. Бауърс (R. L. Bowers), Виктор Ла Сал (Victor La Salle), Х. Дж. Мерак (H. J. Merak), Питър Лейнхам (Peter Laynham), Дж. Дж. Харсби (J. J. Hansby), Макс Чартер (Max Chartair), Майкъл Хамилтън (Michael Hamilton), Рандал Конуей (Randall Conway), Рей Космик (Ray Cosmic), Чък Адамс (Chuck Adams), Текс Брадли (Tex Bradley), Д. К. Дженингс (D K Jennings), Манинг К. Робъртсън (Manning K. Robertson), и др. Джон Е. Мюлер е съвместен псевдоним с Лайънъл Фанторп, а други от псевдонимите му се използват и от други автори в зависимост от жанра.

## Биография и творчество
Джон Стивън Гласби е роден на 23 септември 1928 г. в Източен Ретфорд, Нотингам, Англия, Великобритания, в семейството на инженера Едуард Стюарт и Елизабет Алис. Учи в езиковата гимназия „Едуард VІ“, където развива интерес към науката и астрономията. Завършва през 1952 г. Университета на Нотингам с бакалавърска степен по химия.
На 10 юли 1954 г. се жени за Джанет Бийти Хана. Имат 5 деца.
Работи като химик-изследовател към фирмата на Нобел „ICI“, където провежда изследвания на детонатори и ракетни горива и става ръководител на Катедрата по физическа химия. След 25 години той се премества в отдела по органична химия, където е ръководител и асистент-мениджър по връзки с обществеността. Докато работи за „ICI“ продуцира енциклопедии за алкалоиди (1975 – 77, в три тома), антибиотици (1976) и през 1992 г. за антибиотикпродуциращи организми. Пенсионира се от „ICI“ през 1988 г.
Заедно с дейността си като химик се интересува активно и от астрономия. През 1958 г. се включва към секцията за променливи звезди на Британската астрономическа асоциация, като през 1965 г. е избран за директор на секцията в продължение на 7 години. Бил е и сътрудник на Кралското общество на астрономията. За тази си дейност той пише 3 документални книги за променливите звезди в периода 1968 – 1971 г., като изнася и лекции по темата. Други негови известни книги в областта на астрономията са – „Boundaries of the Universe“ (Границите на Вселената) и „The Planet Pluto“ (Плутон).
През 50-те и 60-те години пише над 250 различни произведения в различни жанрове за издателство „Badger Books“. Започва да пише фантастика през 1952 г. с разказа „Moondust“ под псевдонима А. Дж. Мерак, по името на ярка звезда от съзвездието „Голяма мечка“. След това пише поредица от романи в съавторство с писателя Артър Робъртс.
В своята писателска дейност от 1958 г. работи в тясно сътрудничество с писателя Лайънъл Фанторп. Поради непрекъснатото искане от издателството на нови и бързо завършени истории (понякога само в рамките на почивните дни) и ниско-бюджетното им финансиране, въпреки старанието на авторите, техните произведения често страдат от опростен сюжет, повтарящи се грешки и незавършен край. В стремежа си да запълнят искания обем те използват широка гама от научни и псевдонаучни факти, които употребяват и развиват в нужната насока.
Произведенията му в този период могат да бъдат обобщени накратко по следните характеристики:
- около 25 фантастични романа под псевдонимите А. Дж. Мерак, Джон Е. Мюлер, Карл Зигфрид, Виктор Ла Сал, Берл Камерън и др.;
- повече от 30 уестърна като Чък Адамс и Текс Брадли;
- 34 романса на болнична тематика като Д. К. Дженингс;
- 2 криминални и 6 приключенски романа като А. Дж. Мерак;
- 6 шпионски романа в стил „Джеймс Бонд“ като Манинг К. Робъртсън;
- неопределен значителен брой истории на военна тематика под различни псевдоними, често ползвани само за едно произведение.

През 1967 г. издателство „Badger Books“ е закрито, поради което за един дълъг период той представа да пише. Продължава своята писателска кариера наново след пенсионирането си, като пише предимно фантастични разкази и паранормални произведения.
През 2009 г. пада и си счупва тазобедрената става, но въпреки загубата на мобилност продължава на пише. Джон Гласби умира на 5 юни 2011 г. в Нотингам, Англия.

## Произведения

### Самостоятелни романи (частично)
представени са фантастичните му произведения
- Satellite B.C. (1952) – с Артър Робъртс, като Ранд Льо Пейдж
- Time and Space (1952) – с Артър Робъртс, като Ранд Льо Пейдж
- Zero Point (1952) – с Артър Робъртс, като Ранд Льо Пейдж
- Cosmic Echelon (1952) – с Артър Робъртс, като Берл Камерън
- Sphero Nova (1952) – с Артър Робъртс, като Берл Камерън
- Zenith-D (1952) – с Артър Робъртс, като Пол Лорейн
- Dawn of the Half-Gods (1953), като Виктор Ла Сал
- Twilight Zone (1953), като Виктор Ла Сал
- The Uranium Seekers (1953), като Карл Зигфрид
- Dark Andromeda (1954), като А. Дж. Мерак
- Dark Centauri (1954) – с Артър Робъртс, като Карл Зигфрид
- This Second Earth (1957), като Р.Л. Бауърс
- The Time Kings (1958), като Дж. Б. Декстър
- The World Makers (1958), като Джон Максуел
- Dark Conflict (1959), като А. Дж. Мерак
- The Dark Millennium (1959), като А. Дж. Мерак
- No Dawn and No Horizon (1959), като А. Дж. Мерак
- When the Gods Came (1960), като Джон Адамс
- Barrier Unknown (1960), като А. Дж. Мерак
- Hydrosphere (1960), като А. Дж. Мерак
- Black Abyss (1960), като Р.Л. Пауърс
- Space Void (1960), като Джон Е. Мюлер
- Alien (1961), като Джон Е. Мюлер
- Day of the Beasts (1961), като Джон Е. Мюлер
- The Unpossessed (1961), като Джон Е. Мюлер
- Edge of Eternity (1962), като Джон Е. Мюлер
- In the Beginning (1962), като Джон Е. Мюлер
- Night of the Big Fire (1962), като Джон Е. Мюлер
- Project Jove (1971)
- The Substance of a Shade (2003)
- The Dark Destroyer (2005)
- Mystery of the Crater (2010)

### Разкази (частично)
- Moondust (1952), като А. Дж. Мерак
- Ultimate Species (1953), като А. Дж. Мерак
- The Veiled Planet (1953), като А. Дж. Мерак
- Time Pit (1953), като Майкъл Хамилтън
- The Storm Movers (1953), като А. Дж. Мерак
- „Zerzuran Plague“ (1953), като Майкъл Хамилтън
- The Things That Are Mars (1954), като Питър Лейнхам
- The Entropists (1954), като Рандал Конуей
- World of Tomorrow (1954), като Рей Космик
- Such Worlds Are Dangerous (1954), като А. Дж. Мерак
- Shadow of the Atom (1954), като А. Дж. Мерак
- Final Answer (1954), като Рей Космик
- The Aphesian Riddle (1954), като Рандал Конуей
- Pyramid Problem (1954), като Майкъл Хамилтън
- Where Dead Men Dream (1967), като Питър Лейнхам
- A Present for Christmas (1989), като А. Дж. Мерак
- The Uninvited (1989)
- The Dark Boatman (1989)

### Документалистика
- Variable Stars (1968)
- The Dwarf Novae (1970)
- The Variable Star Observers Handbook (1971)
- Boundaries of the Universe (1974)
- The Nebular Variables (1974)
- The Planet Pluto (1975)